# Ole Stenen
Ole Stenen (n. 29 august 1903, Comuna Øyer, Oppland, Norvegia – d. 23 aprilie 1975, Oslo, Norvegia) a fost un schior de fond ce a reprezentat Norvegia, medaliat olimpic. A participat la 2 ediții ale Jocurilor Olimpice (1928, 1932) în care a câștigat o medalie de argint.